# 어밀리아 릴리
어밀리아 릴리(Amelia Lily, 1994년 10월 16일 ~ )은 잉글랜드의 가수이다.